# Taylor Wang
Taylor Gun-Jin Wang (Shangai, 16 de junho de 1940) é um cientista e astronauta norte-americano nascido na China.
Com o advento do regime comunista no país após a Segunda Guerra Mundial, sua família mudou-se para Taiwan em 1952, onde cresceu e formou-se no ensino secundário, antes de mudar para Hong Kong. Emigrando para os Estados Unidos, formou-se em física e ciências pela UCLA. Após conseguir o doutorado, Wang juntou-se ao Jet Propulsion Laboratory do Instituto de Tecnologia da Califórnia, ligado à NASA, em 1972, como cientista senior, trabalhando no programa do Spacelab 3.
Ele recebeu a cidadania americana em 1975 e publicou um artigo sobre o comportamento dinâmico de esferóides girando em gravidade zero no ano seguinte. O estudo chamou a atenção da NASA, que o contratou e selecionou como especialista de carga, em junho de 1983, para a missão Spacelab 3.

## Missão espacial
Wang foi ao espaço em 29 de abril de 1985 na missão STS-51-B da Challenger, missão de experiências no Spacelab 3, levado no compartimento de carga da espaçonave e a primeira missão operacional do laboratório espacial. A tripulação de sete homens a bordo realizou várias experiências como observação de crescimento de cristais, monitoramento médico humano, simulação de atmosfera planetária e solar, entre outras.
O lançamento foi perfeito, a entrada em órbita também e todas as experiências funcionaram à contento, à exceção da pesquisa particular de Wang, que apresentou defeito no aparato científico criado para realizá-la. Inventor da levitação acústica, a ida ao espaço do primeiro americano descendente de chineses estava sendo acompanhada com interesse pela comunidade sino-americana nos Estados Unidos e a possibilidade de voltar de lá de mãos vazias sem poder realizar sua experiência, fez com que Wang exigisse da NASA, que negava, que lhe desse mais tempo para consertar o equipamento, chegando a comunicar que não voltaria para a Terra se não pudesse fazê-lo. Depois de ter finalmente a permissão do controle de terra, correndo contra o relógio, ele conseguiu consertar o aparelho a tempo de poder realizar sua experiência, que resultou em sucesso.
Durante a missão, Wang acumulou 168 horas no espaço, em 110 órbitas e 2,9 milhões de milhas náuticas percorridas. O voo, o último da Challenger antes da tragédia de janeiro de 1986, entretanto, quase acabou numa mesma tragédia, da qual os astronautas, inadvertidamente, escaparam por pouco. Durante as investigações das causas da explosão da Challenger no ano seguinte, o astronauta Robert Overmyer, comandante da STS- 51-B, descobriu que sua missão teve o mesmo problema no lançamento que seria fatal no voo seguinte do ônibus espacial, o rompimento na vedação dos anéis do foguete de combustível. Não sendo tão grave quanto no voo seguinte, a vedação conseguiu resistir e os astronautas chegaram à órbita, mas segundo engenheiros que pesquisaram as falhas, a tripulação da STS-51-B e Wang escaparam da tragédia por décimos de segundo.

## Controle de Missão em Houston
Após aposentar-se como astronauta em 1987, foi contratado pela NASA para ser o "CapCom" (Controle em Terra), no Centro Espacial Lyndon Johnson, em Houston, pelo qual ficaria bastante conhecido como um dos melhores controladores entre seus colegas. Foi chefe de controle nas missões STS-26, STS-34, STS-31, STS-41, STS-39, STS-46, STS-57, STS-61, STS-66, STS-63, STS-74, STS-81, STS-89, STS-95, STS-88, STS-103, STS-98, STS-102, STS-111, a fatídica STS-107 e a STS-124. Também foi diretor de voo das expedições 2, 12 e 16, á Estação Espacial Internacional. Assim, ele bateu o recorde de missões supervisionadas, sendo apelidado de "o chinês do controle". Saiu da NASA em 2009.